# هارلو (فیلم پارامونت)
«هارلو» (انگلیسی: Harlow (Paramount film)) فیلمی در ژانر زندگینامه‌ای به کارگردانی گوردون داگلاس است که در سال ۱۹۶۵ منتشر شد.

## بازیگران
- کارول بیکر
- رد باتنز
- آنجلا لنسبوری
- پیتر لافورد
- مایک کانرز
- مارتین بالسام
- لسلی نیلسن
- کرول لینلی
- افرم زیمبالیست جونیور
- جینجر راجرز
- هانا هرتلندی
- فریتس فلد
- ادی ویلیامز
- هری لاوتر